# Крепость Комарно
Крепость Комарно или Комаром (словац. Fortifikačný systém mesta Komárno) — фортификационная система XV — XIX веков, расположенная на двух берегах Дуная в словацком Комарно и венгерском Комароме.

## Истоpия
Первая сторожевая крепость появилась в Комарно во времена Белы IV. В XV веке Матьяш Хуньяди распорядился построить на месте прежних укреплений более современную крепость (ныне известна как Старая крепость). Для этого были приглашены итальянские архитекторы. В 1546—1592 годах были построены бастионы.

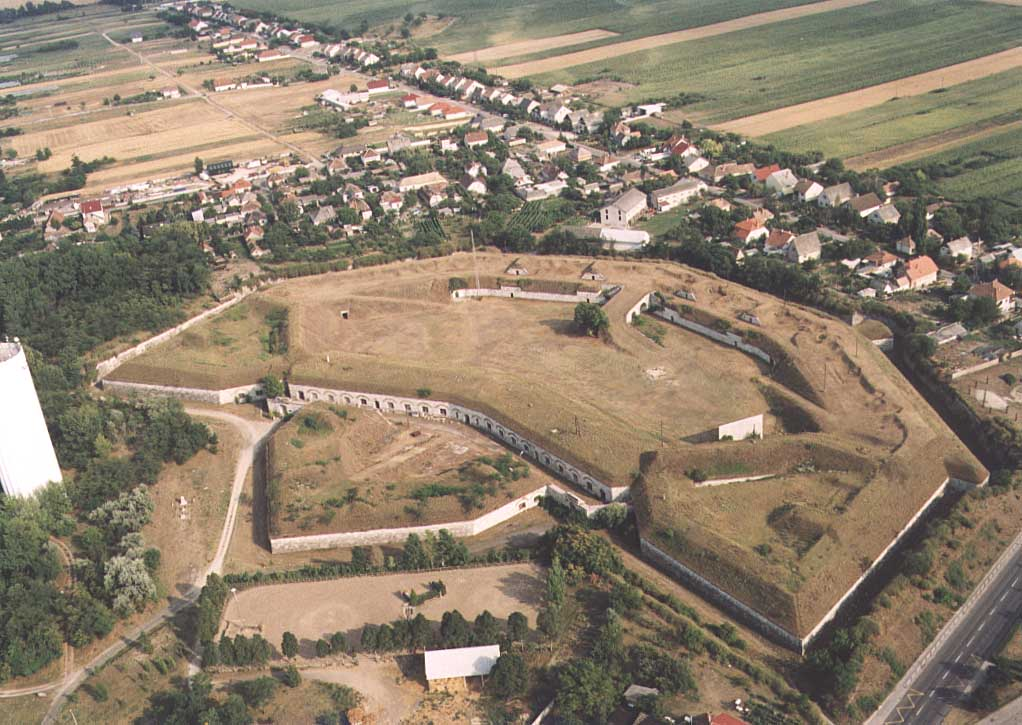
Форт Игманд

После захвата Буды турками, Леопольд I распорядился усилить крепость и расширить её Новой крепостью, законченной в 1673 году. Крепость Комарно так и не была взята турками.
После вторжения Наполеона император Франц II, который укрылся здесь от французов, в 1809 году распорядился перестроить крепость и усилить её 4 фортами, тремя на правом берегу и одним на левом. Основная цитадель была усилена несколько позднее, в 1827-39 гг.

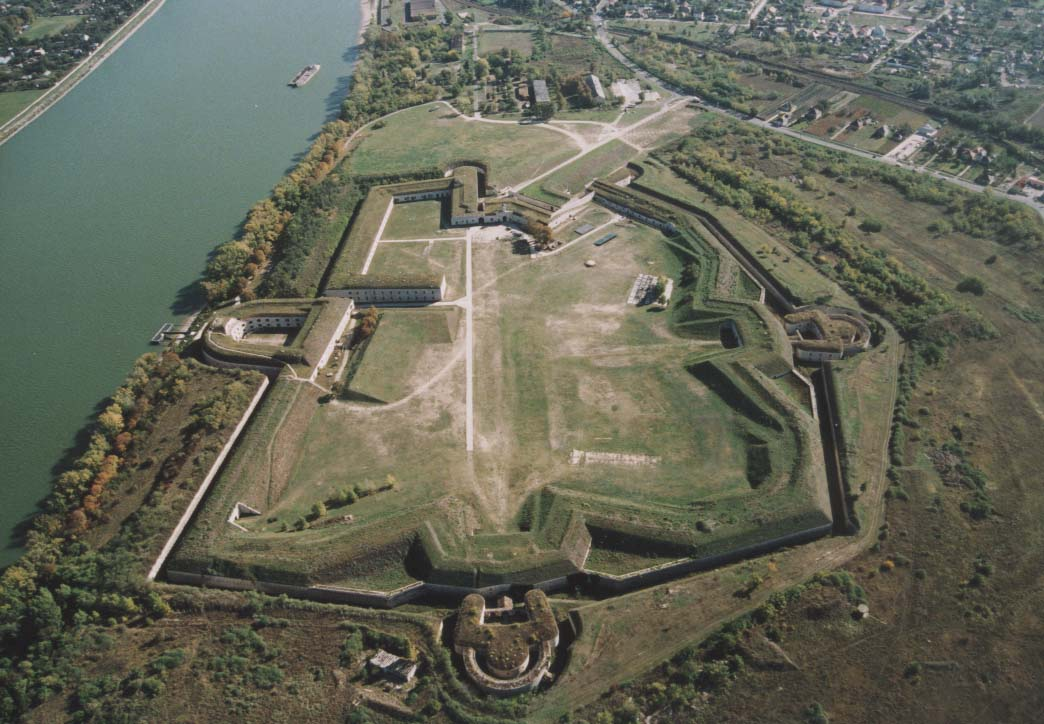
Форт Моноштор

Во время восстания 1848—1849 годов крепость была захвачена повстанцами-венграми под руководством генерала Дьёрдя Клапки. В сентябре 1849 года Клапка капитулировал и крепость заняли австрийские и русские войска.
Строительство в основном было завершено к 1870 году. В конце XIX века крепость была крупнейшей и важнейшей в Австро-Венгрии и была способна разместить 200-тысячное войско.

## Современность
Большинство укреплений находится на словацкой стороне. В их числе оборонные линии Палатинская и Важская, входящиe в список национальных памятников культуры Словакии. Цитадель (Старая и Новая крепость) стоит у слияния Вага с Дунаем. В венгерском Комароме находятся более поздние форты Моноштор (или Сандберг, 1850—1871), Игманд (1871—1877) и Чиллаг (1852—1870).
В бывших крепостных сооружениях, и на словацкой, и на венгерской стороне, расположены музеи. В словацкой цитадели — музей «Римский Лапидариум», в Игманде — «Лапидариум Бригитионезе», в Моношторе — Музей форта Моноштор. Форт Чиллаг ограниченно открыт для посетителей, не имеющих билета в музей.